# Convento de San Plácido (Madrid)
El convento de San Plácido es un edificio religioso de la orden benedictina situado en la calle del Pez, entre las calles de san Roque y Madera, en el barrio de Universidad de la ciudad de Madrid (España). Tiene entrada por San Roque, n,º 9. Tuvo entre sus tesoros artísticos el Cristo de Velázquez. El convento, envuelto en sus primeros años en un proceso inquisitorial, ha sido objeto de leyendas.

## Historia

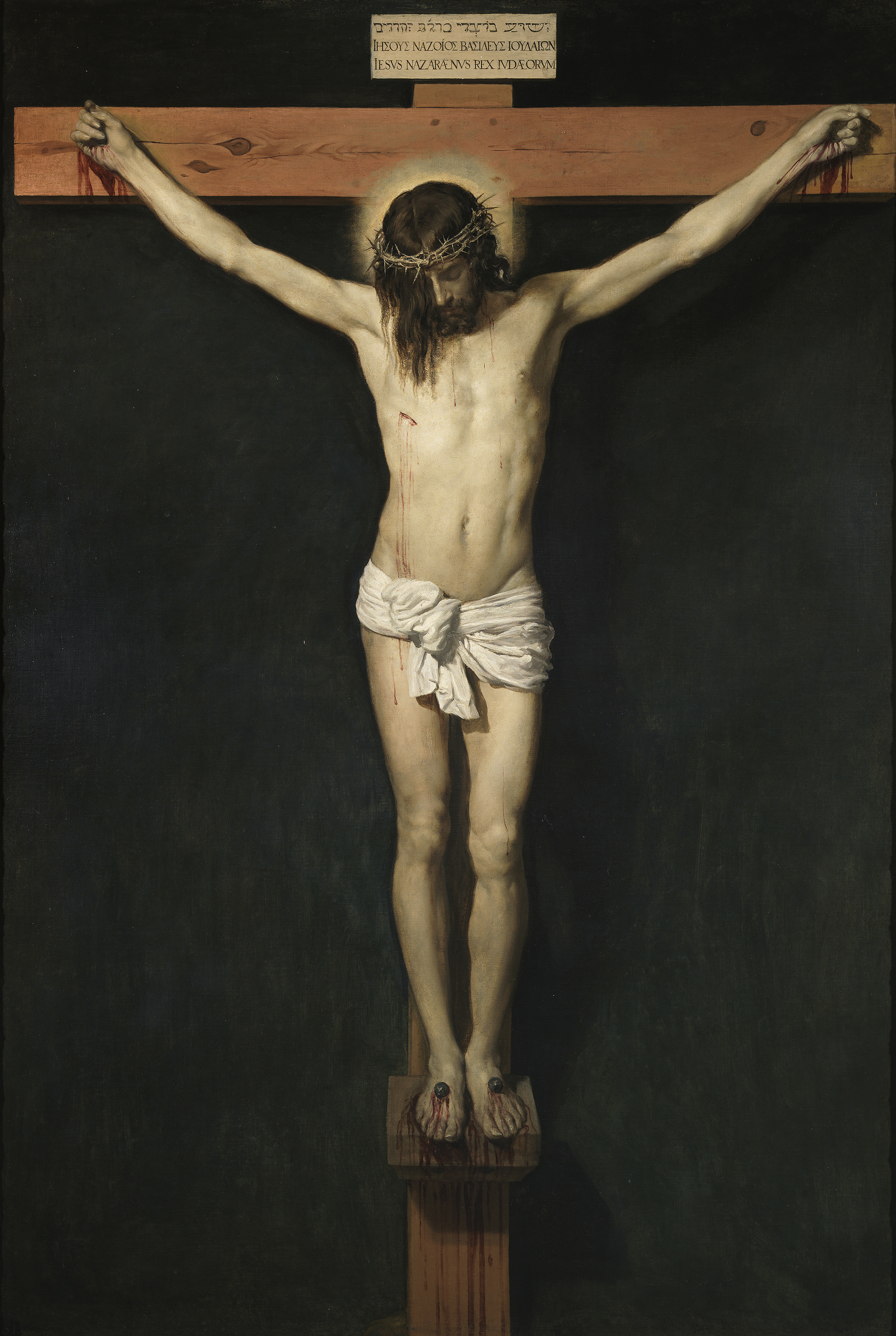
Cristo Crucificado, de Velázquez, que se conserva en el Museo del Prado.

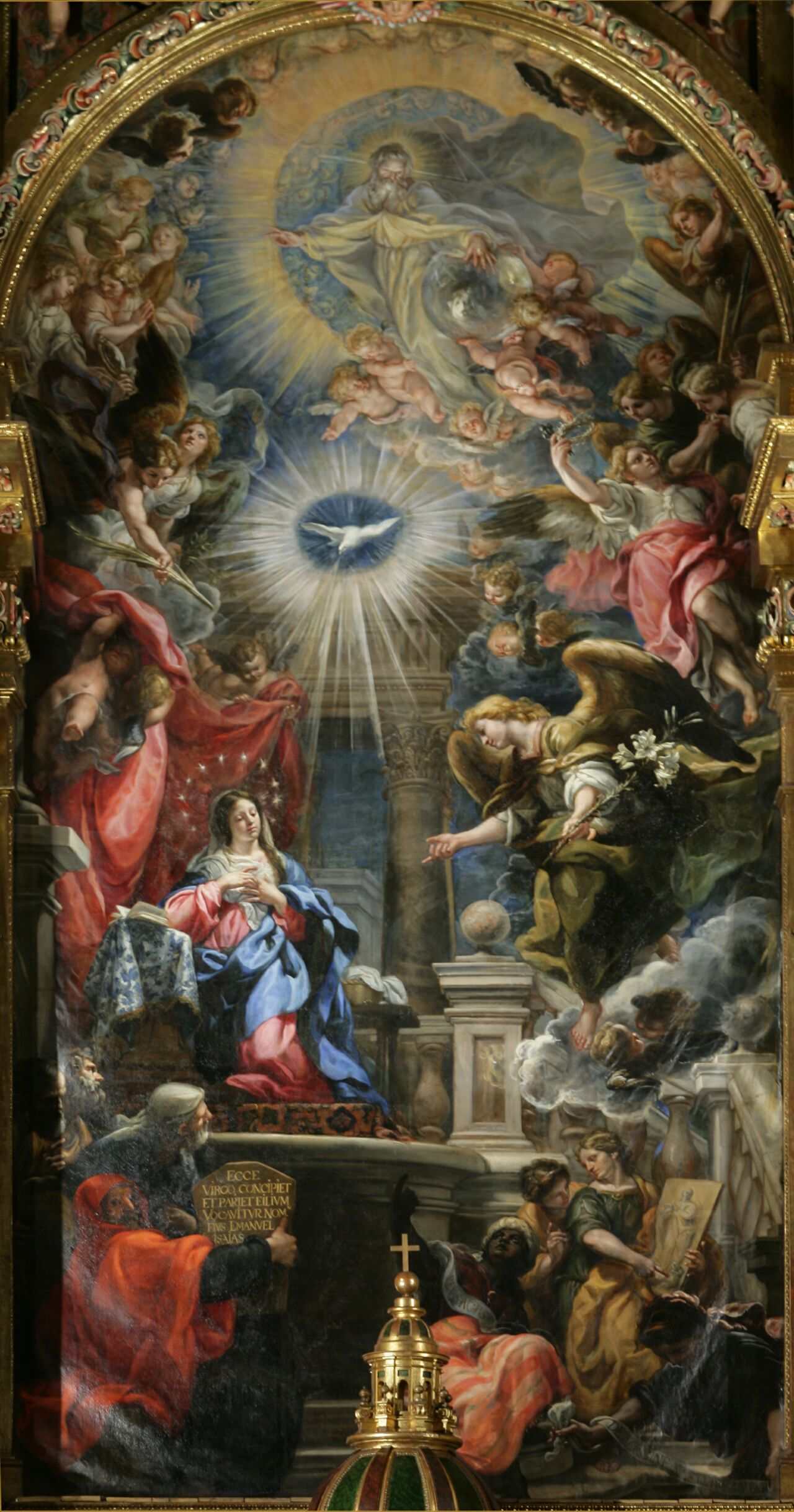
Anunciación, de Claudio Coello, que preside el altar mayor

El convento fue fundado por Teresa Valle de la Cerda en 1623, anejo a la parroquia de San Martín. Su iglesia, construida bajo la dirección de fray Lorenzo de San Nicolás, agustino recoleto y tratadista en arquitectura, fue labrada en estilo Barroco.
Destaca su decoración interior. El cuadro de la Anunciación del altar mayor es obra de Claudio Coello y las pinturas al fresco que adornan la cúpula, las pechinas y el crucero de la iglesia fueron realizadas por Francisco Rizi y Juan Martín Cabezalero. Otras obras de arte estimables son las cuatro estatuas en los machones de la cúpula, obras de Manuel Pereira y el Cristo Yacente en el sepulcro de Gregorio Fernández que se encuentra en la capilla a los pies de la iglesia. 
Entre 1628 y 1808 estuvo en la sacristía el Cristo de Velázquez, pintado para esta iglesia. Luego pasó a la colección privada de Manuel Godoy. Tras pasar por muchos propietarios fue legado al Museo del Prado. Una copia de excelente factura se halla en el coro bajo de la iglesia.

### Escándalos y leyendas
Dos sucesos relacionados pero de distinta naturaleza han convertido a San Plácido en uno de los conventos más famosos del Madrid de los Austrias. El primero de ellos está relacionado con el proceso inquisitorial por la supuesta posesión diabólica de veinticinco monjas del convento en 1628, entre las que se encontraba la fundadora, Teresa Valle de la Cerda, cuyos demonios profetizaban la reforma de la Iglesia. La fundadora y las restantes monjas, prácticamente la totalidad de las que integraban el convento, fueron procesadas por el tribunal de la Inquisición junto con el prior del convento y confesor de las monjas, fray Francisco García Calderón, como principal inculpado, el protonotario de Aragón Jerónimo de Villanueva, patrón del convento, cuya fundación amparó tras haber estado prometido con Teresa Valle, fray Juan de Barahona, colaborador de fray Francisco García, y fray Alonso de León, monje del convento de San Martín, que tras colaborar también con fray Francisco delató a los implicados ante la Inquisición. Tras ser juzgados todos ellos por el tribunal de Toledo, el Consejo de la Suprema dictó el 19 de marzo de 1630 sentencia definitiva contra fray Francisco García por la que se le condenaba a abjurar de vehementi y reclusión perpetua en el convento que se le señalase, con privación del ejercicio del sacerdocio y otras penitencias, al considerarse probados los delitos de herejía alumbradista y solicitaciones. Teresa Valle, que se encontraba recluida en el convento de Santo Domingo el Real de Toledo, con las restantes monjas, fue condenada el mismo día a abjurar de levi y a permanecer cuatro años reclusa en el convento toledano, privada de voto activo y pasivo y sin posibilidad de volver a la Corte.
En 1638 fray Gabriel Bustamante, procurador general de la Orden de San Benito, solicitó en nombre de la Orden la revisión de la causa en el caso de las monjas, para que reconocida su inocencia fuesen restituidas en su honor, en atención al escrito de apelación firmado por Teresa Valle un año antes. Este escrito, en el que se ha reconocido una elevada calidad literaria, podría haber sido redactado por Francisco de Rioja, secretario del conde-duque de Olivares con quien Teresa Valle se había carteado antes de su procesamiento. Finalmente, el 2 de octubre de 1638, el Consejo dictó auto absolutorio a favor de las monjas, aunque tras la caída en desgracia del conde-duque, en 1643, se reabrió el proceso, centrándose ahora en la figura del protonotario cuya causa había quedado suspensa en el primero de los procesos.
El otro episodio escandaloso, pero en este caso de carácter legendario, está relacionado con el reloj del convento, cuyas campanadas imitan al toque de difuntos. Según el relato de los cronistas, el reloj fue un regalo de Felipe IV como penitencia y desagravio por haber asediado a una joven y bella monja, llamada Margarita, que se habría salvado «in extremis» gracias a la astucia de la priora haciéndola fingirse cadáver, montaje que logró espantar al rey y sus rijosos acompañantes. La leyenda se encuentra en un manuscrito anónimo de finales del siglo XVII conservado en la Biblioteca Nacional de España con el título Relación de todo lo suzedido en el casso del Convento de la Encarnazión Benita. Su autor, que sin duda no fue contemporáneo a los hechos, creó una «ficción galante, procaz, usando probablemente lejanos ecos de los escándalos del convento, pero dándoles una forma original, atrevida, espectacular, las condiciones todas para que tuviera una larga vida». Según este relato, el rey, favorecido por Villanueva, habría conseguido su propósito en un segundo intento. Aprovechando y desfigurando los hechos ciertos, el relato anónimo explicaba que enterado el inquisidor general, Antonio de Sotomayor, reprendió al rey y al conde-duque y envió a Villanueva a las cárceles inquisitoriales de Toledo. El conde-duque forzó entonces la salida de la corte del inquisidor e intrigó para que la causa fuese reclamada desde Roma lo que, en efecto, pretendió Villanueva al apelar a Roma contra su procesamiento, cuando el conde-duque ya había muerto. Finalmente el nuevo inquisidor general, Diego de Arce y Reinoso, habría puesto en libertad a Villanueva, sin leerle sentencia pero con la condición de que ayunase los viernes durante un año y repartiese mil ducados en limosnas, obligado además a guardar silencio sobre los sucesos por orden del rey.

### sigloXXyXXI
Demolido en 1903, en 1912 se inició la construcción de un nuevo convento y se restauró la antigua iglesia según proyecto del arquitecto Rafael Martínez Zapatero. En 1943 fue declarado Monumento Nacional.
En 1994, se descubrieron los cuerpos momificados de un hombre y una mujer bajo un altar de la iglesia, cuyos cuerpos y sepelio eran de la misma época que el óbito del pintor Diego Velázquez y su mujer, Juana Pacheco. El ministerio de Cultura y la consejería de Educación de la Comunidad de Madrid crearon una comisión conjunta para analizar los restos (autopsia, reconstitución de las huellas dactilares y estudio de la vestimenta) y buscar documentos que demostrasen que los cuerpos, enterrados en la desaparecida iglesia de San Juan de la madrileña plaza de Ramales, pudieran haber sido trasladado al convento de San Plácido. Después de una serie de desavenencias entre los dos organismos, se llegó a la conclusión de que no se trataba del cuerpo de Velázquez.